# Beijing Jianlong Heavy Industry Group
Beijing Jianlong Heavy Industry Group («Бэйцзин Цзяньлун Хэви Индастри Груп») — китайский промышленный конгломерат, один из крупнейших в мире производителей стали, также с интересами в сфере судостроения, добычи полезных ископаемых, производства электромеханической продукции. Штаб-квартира расположена в Пекине. В списке крупнейших компаний мира Fortune Global 500 за 2021 год заняла 431-е место.

## История
В 1998 году сталелитейная компания Zunhua Steel оказалась на грани банкротства, после чего её комбинат взял в аренду торговец стальной продукцией Чжан Чжисян. В 2000 году он выкупил всю компанию и переименовал её в Jianlong Steel. Затем были куплены ещё две сталелитейные компании — Mingcheng Steel в 2002 году и Heilongjiang Steel в 2003 году; они также были близки к банкротству из-за избытка производственных мощностей в отрасли. В 2006 году была куплена государственная судостроительная группа Yangfan Group (Чжоушань) с тремя верфями. В 2009 году были созданы дочерние компании Tianjin EV Energies Co (производство литиевых аккумуляторов) и Xiangwei Transmission Co (производство коробок передач). В 2015 году была куплена сталелитейная группа Shanxi Haixin Iron and Steel Group. В 2018 году был куплен контрольный пакет акций малайзийского производителя стали Eastern Steel Sdn Bhd. В 2021 году была куплена компания Xingtai Steel, производящая 3 млн тонн специальной стали в год.

## Деятельность
Объём производства стали на сталелитейных комбинатах группы в 2020 году составил 36,47 млн тонн, что соответствовало восьмому месту в мире и пятому в КНР. Группе принадлежит 13 металлургических комбинатов в КНР и один в Малайзии общей номинальной производительностью 40 млн тонн стали в год.
Активы в горнодобывающей отрасли объединены в дочернюю компанию Beijing Huaxia Jianlong Mining Technology и включают добычу железной руды (5,5 млн тонн в год), молибдена (15 тыс. тонн концентрата руды в год), меди (3 тыс. тонн металла в год), фосфатов (800 тыс. тонн), сульфатов (170 тыс. тонн в год), песка и гравия (20 млн тонн в год), производство серной кислоты (85 тыс. тонн). Выручка в 2019 году составила 2,67 млрд юаней.
Судостроением занимается Zhejiang Zhoushan Yangfan Group, способная производить суда общим водоизмещением до 1,5 млн тонн дедвейта в год. Компания является одним из крупнейших промышленных предприятий провинции Чжэцзян.
Основными структурами электромеханического подразделения являются компании Sichuan Chuanguo Boiler Co., Ltd. (производство водонагревателей) и Tianjin Xiangwei Transmission Equipment Co., Ltd. (производство коробок передач).